# بنوم بنه كراون
بنوم بنه كراون هو نادي كرة قدم من بنوم بنه، كمبوديا. كان يسمى الفريق مسبقاً بسامارت يونايتد، هيلو يونايتد، بنوم بنه يونايتد وإمبراطورية بنوم بنه. تأسس الفريق في سنة 2001 وهو الفريق الأكثر نجاحاً في كمبوديا برصيد 4 ألقاب محلية. أما على الصعيد القاري فلديه 3 مشاركات، آخر مشاركة كانت عندما حصل على مركز الوصيف بكأس رئيس الاتحاد الآسيوي 2011.

## وصلات خارجية
- الموقع الرسمي